# Sinéad Burke
Sinéad Burke (nascuda el 1990) és una escriptora, acadèmica, influenciadora i activista irlandesa, popular per la seva xerrada TED "Per què el disseny ha d'incloure tothom". Va aparèixer a la portada de The Business of Fashion el maig de 2018 al costat de Kim Kardashian amb una entrevista com a part de la sèrie 'The Age of Influence'.

## Educació
Burke es va formar com a professora d'escola primària, es va graduar a l'Institut d'Educació Marino (Marino Institute of Education) al capdavant de la seva classe i va guanyar la medalla Vere Foster. Actualment treballa en un doctorat al Trinity College de Dublín sobre educació en drets humans, amb un enfocament particular sobre com les escoles permeten que els nens tinguin veu.

## Activisme de moda i disseny
Quan tenia 16 anys, Burke sovint se sentia exclosa de les converses i experiències de moda a causa de les seves limitades opcions disponibles com a persona amb acondroplàsia, de manera que va començar a fer blocs per ressaltar l'exclusivitat de la indústria de la moda. "La gent no em prenia seriosament a causa de la meva estètica física, així que vaig començar a fer blocs ... i a criticar la indústria [de la moda]". Va cofundar el Inclusive Fashion and Design Collective (IFDC) amb la defensora dels discapacitats dels Estats Units, Liz Jackson, per tal de "desafiar els dissenyadors que tradicionalment no han estat pensant de manera molt diversa, que treballin amb persones amb discapacitat i trobin belles solucions a aquests problemes. L'estètica és tan important, però si ens fixem en productes dissenyats específicament per a la comunitat amb discapacitat, són bastant lletjos".
Jackson i Burke van ser convidats a assistir a la Casa Blanca per a un esdeveniment titulat "Disseny per a tots" on l'administració Obama va destacar la intersecció de la moda i la discapacitat. Burke fa campanyes actives per ressaltar la importància del disseny inclusiu en totes les àrees de la vida a causa dels reptes pràctics als quals s’enfronta per viure i moure’s en un món que no estava dissenyat per a persones amb discapacitat. "El disseny és un privilegi enorme, però és una responsabilitat més gran".
L'any 2012, Burke com a Miss Minnie Mélange va guanyar la competició final Alternative Miss Ireland.
El 2019, Burke es va convertir en la primera persona petita a assistir a la Gala Met.
Va ser una de les 15 dones seleccionades per aparèixer a la portada del número de setembre de 2019 de British Vogue, per l'editora convidada Meghan, duquessa de Sussex.
Burke és ambaixador de la Societat Irlandesa per a la Prevenció de la Crueltat envers els Infants i de les Guies Irlandeses. El 4 d'abril de 2019, Michael D. Higgins, el president d'Irlanda, la va nomenar al seu Consell d'Estat.
Burke va formar part de la col·lecció Finding Power de Joe Caslin exposada a la National Gallery of Ireland.
Burke va aparèixer al programa Desert Island Discs de la ràdio 4 de la BBC (organitzat per Lauren Laverne) el diumenge 17 de maig de 2020. El seu article de luxe era el collaret especial que tenia cada membre de la seva família més propera.

## Reconeixements
- Va ser nomenada per la British Broadcasting Corporation (BBC) com una de les 100 Dones de l'any, una llista de 100 dones inspiradores i influents de tot el món, de l'any 2020[12]